# Agnocoris rubicundus
Espèce
Agnocoris rubicundus est une espèce d'insectes de l'ordre des Hémiptères, de la famille des Miridae, du genre Agnocoris.

## Répartition et habitat

### Répartition
Il est présent dans la plupart des pays de la zone paléarctique notamment en France, dans le Nord-Pas-de-Calais par exemple. Il est commun en Pologne.

## Systématique
L'espèce Agnocoris rubicundus décrite par l'entomologiste suédois Carl Frederick Fallén en 1807.

## Synonymie
- Lygaeus rubicundus Fallén, 1807[2]